# Chalamasandra, Kunigal
Chalamasandra là một làng thuộc tehsil Kunigal, huyện Tumkur, bang Karnataka, Ấn Độ.